# Пала (Куусалу)
Па́ла (эст. Pala) — деревня в волости Куусалу уезда Харьюмаа, Эстония.

## География и описание
Расположена в 53 километрах к востоку от Таллина. Расстояние до волостного центра — посёлка Куусалу — 25,5 километра. Высота над уровнем моря — 102 метра.
В деревне находится самая высокая точка уезда Харьюмаа, высота которой составляет 112,6 метра над уровнем моря.
На территории деревни расположен центральный полигон Вооружённых сил Эстонии.
Климат — умеренный. Официальный язык — эстонский. Почтовый индекс — 74613.

## Население
По данным переписи населения 2011 года и переписи 2021 года, в Пала не было жителей.
Численность населения деревни Мяэпеа по данным переписей населения:
| Год  | 1959 | 1970 | 2000 | 2011 | 2021 |
| ---- | ---- | ---- | ---- | ---- | ---- |
| Чел. | 13   | ↘ 7  | ↘ 2  | → 0  | → 0  |

## История
В 1489 году упоминается Pallal, в 1726 году упоминается Pallall (мыза и деревня).
На военно-топографических картах Российской империи (1846–1863 годы), в состав которой входила Эстляндская губерния, деревня и мыза обозначены как Паллаль. В источниках 1900 года Паллаль, 1913 года — Паллалъ, а также нем. Saala.

## Комментарии
1. ↑  Эстонские топонимы, оканчивающиеся на -а, не склоняются и не имеют женского рода (исключение — Нарва)[10].